# (10163) Onomichi
(10163) Onomichi est un astéroïde de la ceinture principale.

## Description
(10163) Onomichi est un astéroïde de la ceinture principale. Il fut découvert le 26 janvier 1995 à Kuma Kogen par Akimasa Nakamura. Il présente une orbite caractérisée par un demi-grand axe de 2,38 UA, une excentricité de 0,21 et une inclinaison de 1,5° par rapport à l'écliptique.

## Compléments